# Canton de Sarine et Broye
1798–1798
Entités précédentes :
- Canton de Fribourg
- Bailliage d'Avenches (Canton de Berne)
- Gouvernement de Payerne (Canton de Berne)

Entités suivantes :
- Canton de Fribourg

Le canton de Sarine et Broye est un canton éphémère qui a existé du 13 février 1798 au 29 mars 1798.

## Histoire
Le canton est créé à partir de 15 bailliages fribourgeois et deux bernois, le bailliage d'Avenches et le gouvernement de Payerne.
Parmi les 15 bailliages fribourgeois qui ont rejoint le canton, on peut citer les bailliages d'Attalens et de Bulle.
Le canton a émis une monnaie de 42 Kreuzers en 1798 .